# 清北复交
清北复交或北清复交，是中国大陆坊间及媒体对北京大学、清华大学、复旦大学及上海交通大学四所顶尖大学的统称。

## 特征
四所学校均属于原985工程院校，及现今的世界一流大学和一流学科建设学校，四所学校均由中华人民共和国国务院教育部直属。

## 资料来源
1. ↑  . 澎湃新闻. 2019-06-24  [2020-09-12]. （原始内容存档于2020-09-19）.
2. ↑  . 新浪. 2020-08-12  [2020-09-10]. （原始内容存档于2020-09-20）.
3. ↑  . 腾讯网. 2020-08-29  [2020-09-12].
4. ↑  . 腾讯网. 2020-08-29  [2020-09-12].
5. ↑  . 中华人民共和国教育部. 2017-08-28  [2020-09-10]. （原始内容存档于2020-07-05）.